# Boompjesmos
Boompjesmos (Climacium dendroides) is een soort mos van de klasse Bryopsida (bladmossen) die voorkomt in zwak zure tot basenrijke milieus. De in Nederland en België vrij algemeen voorkomende soort staat als kwetsbaar op de Nederlandse Rode Lijst van Mossen. Het plantje doet qua vorm aan een boompje denken, daaraan dankt het zijn naam.

## Beschrijving
De soort is een langlevend slaapmos van vrij grote afmeting. Vanuit ondergrondse uitlopers groeit het in groene of roodbruine bosjes. De takbladen zijn lancetvormig, geplooid en getand. De aanwezige nerf reikt niet tot de bladpunt. Het onderste gedeelte van de opstaande tak is voorzien van rizoïden. 

## Ecologie
Boompjesmos kan slecht tegen bemesting en groeit in moerassen, broekbossen en hooilanden. Het is een kensoort voor blauwgraslanden en dotterbloemhooilanden, maar kan ook voorkomen op kleiige dijken en in duinen.
Het is een mos van mesotrofe, licht beschaduwde tot lichtrijke standplaatsen. Op veel groeiplaatsen is sprake van een wisselende waterstand: in de winter bereikt basenrijk grond- of oppervlaktewater het maaiveld, in de zomer daalt de grondwaterstand en is de standplaats hooguit vochtig.

## Verspreiding
De soort komt voor in Europa (vooral in de gematigde en hogere delen), Azië, Noord-Amerika en Nieuw-Zeeland.
In Nederland laat de verspreiding na 1960 een sterke achteruitgang zien. Dit is een gevolg van de ontwatering en bemesting in het kader van de intensivering van het landgebruik. In de eenentwintigste eeuw komt boompjesmos nog voornamelijk voor in natuurgebieden en wegbermen.    